# .net
.net är en generisk toppdomän i Domännamnssystemet för namngivning av datorer på Internet. Toppdomänen är en av de ursprungliga toppdomänerna som introducerades 1985, och var avsedd för organisationer som arbetade med Internets infrastruktur, till exempel internetleverantörer. Bokstäverna kommer från engelskans network, nätverk. 
Några formella restriktioner på vem som får registrera en .net-domän har man inte hållit på, och domänen används allmänt av andra organisationer än internetföretag. En vanlig anledning är att .com-namnet var upptaget då registrering skulle göras, till exempel för flygbolaget SAS (scandinavian.net).
Utöver den egentliga betydelsen "nätverk" är .net även en romanisering av det ryska ordet "нет" ("njet", betyder "inte"), som används för protestsajter och liknande.